# Mercado de Triana

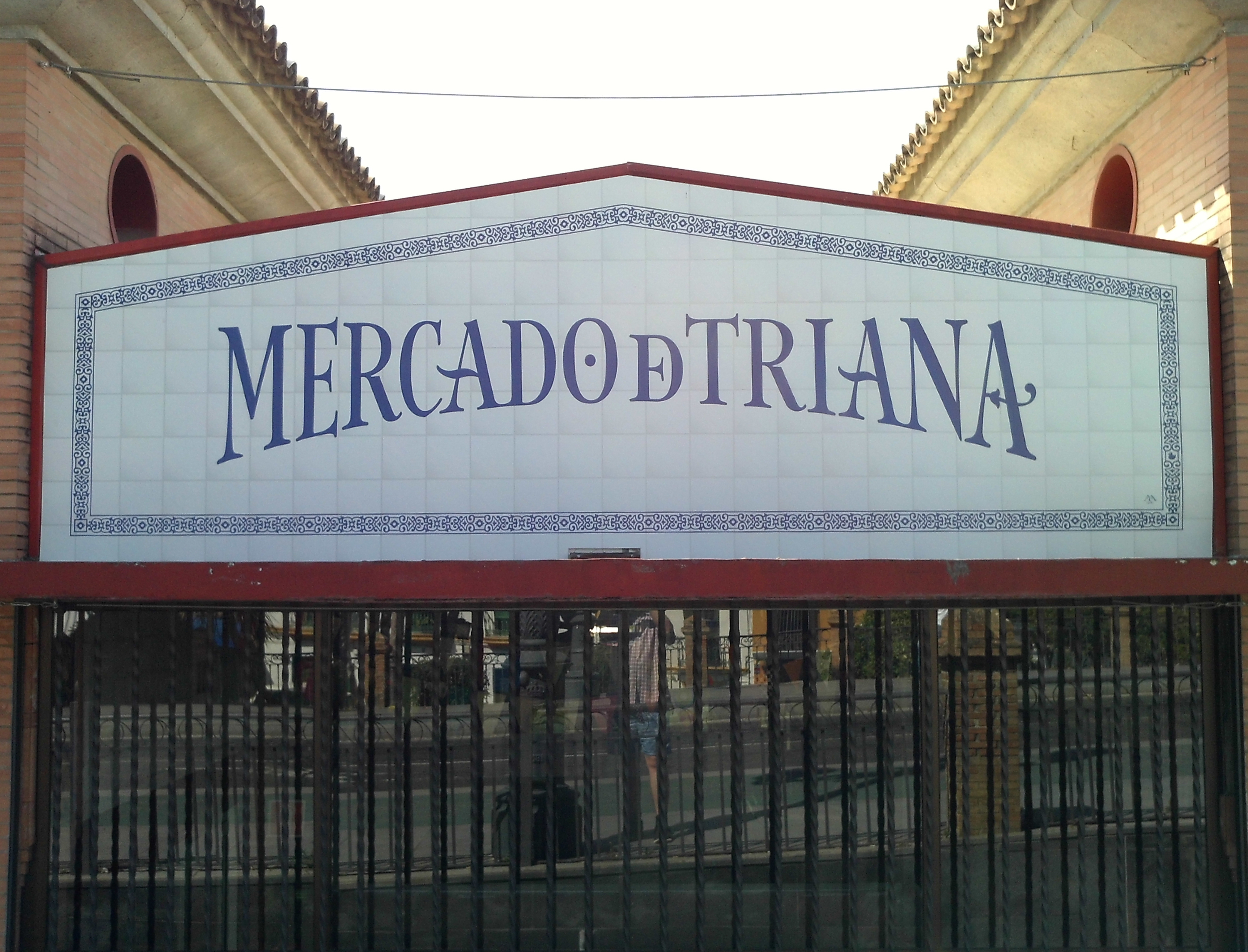
El nombre del mercado rotulado con azulejos.

El mercado de Triana se encuentra en la plaza del Altozano, en el barrio de Triana, Sevilla, Andalucía, España. En esta parcela existe una plaza de abastos desde 1823, aunque las actuales instalaciones datan de 2001.

## Historia

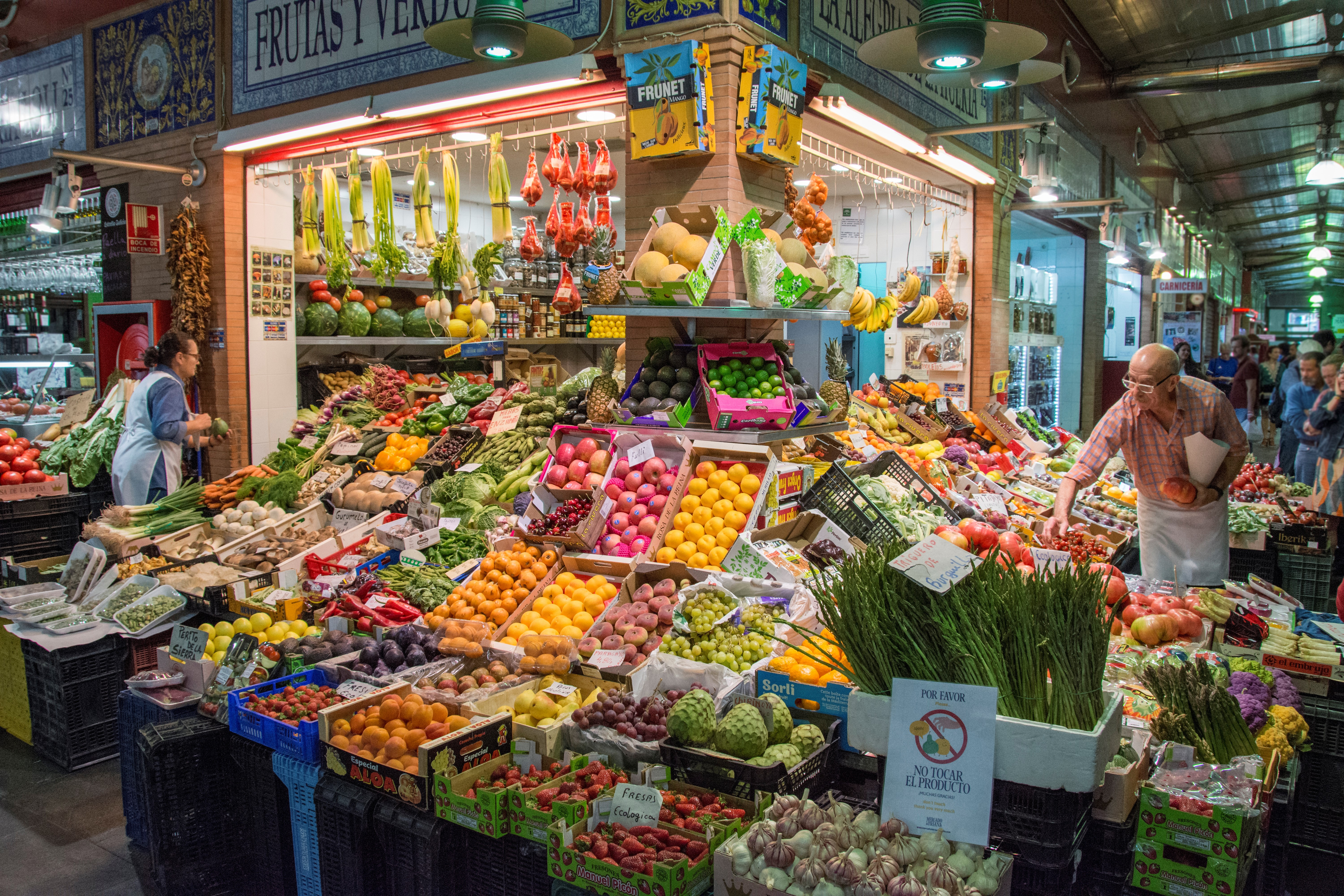
Puesto de fruta y verdura en el mercado de Triana.

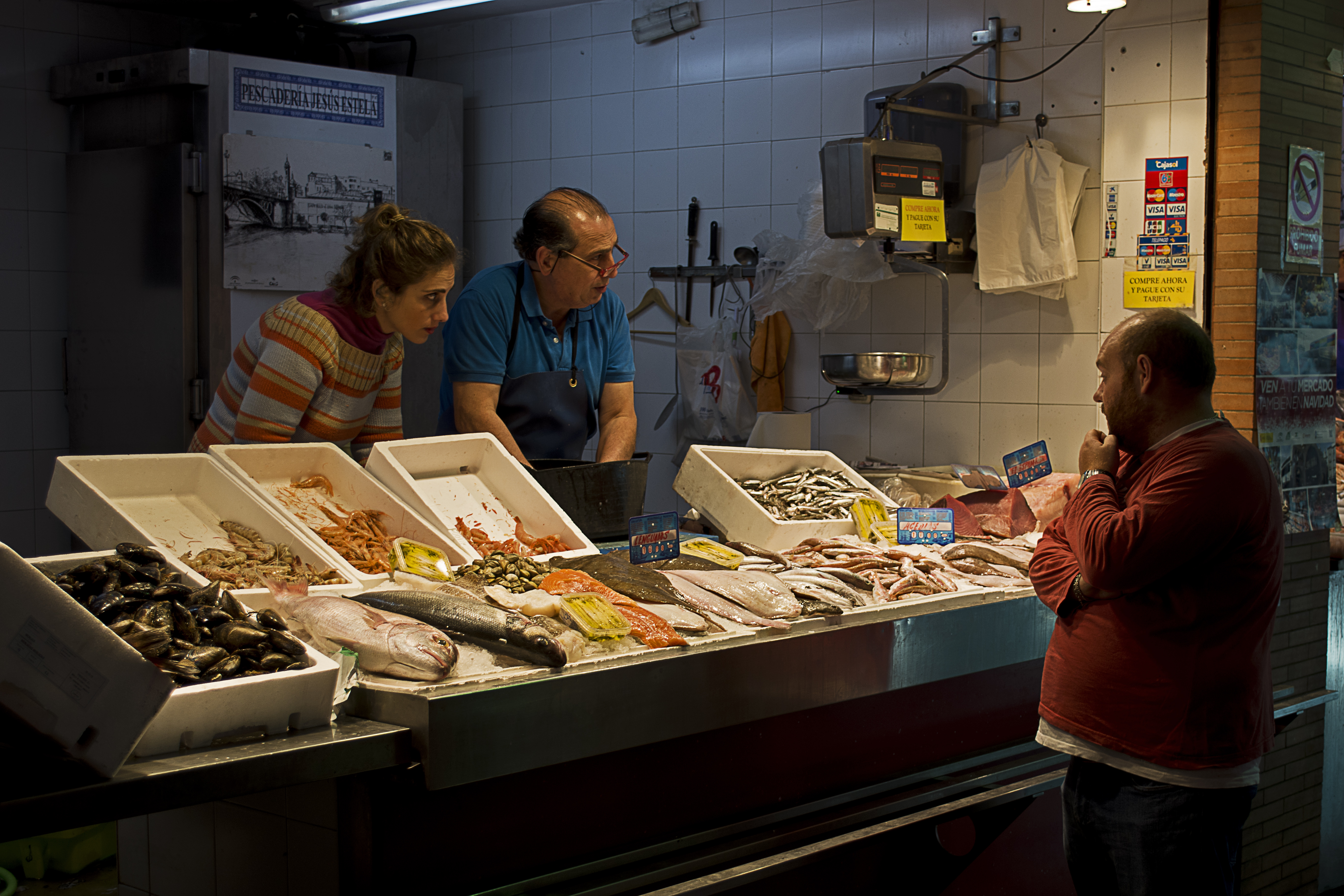
Puesto de pescado en el mercado de Triana.

El arrabal de Triana, a principios del siglo XIX, era bastante populoso y la separación material que suponía el río provocaba, en algunas ocasiones, aislamiento frente a la ciudad. Este relativo  distanciamiento la llevó a contar con su propio cementerio, su parroquia y su mercado. La zona comercial se extendía de forma difusa por la plaza del Altozano con instalaciones deficientes, insalubres y dispersas.
En el 1800, en esta parcela se encontraba el castillo de San Jorge en estado de ruina. El inmueble era entonces de titularidad de la Compañía de Jesús y, al extinguirse esta orden, el lugar pasó ser propiedad del Ayuntamiento de Sevilla y el Ayuntamiento planteó que la parcela del castillo sería el lugar apropiado para edificar un mercado.
En 1822 el Ayuntamiento acordó la construcción de dicho mercado o plaza de abastos. El proyecto fue realizado por el arquitecto militar Tomás de Escacena y Anaya. El mercado se concluyó en 1823.
En 1983, al realizarse obras en uno de los puestos, aparecieron restos del antiguo castillo. En la década de 1980 las instalaciones del mercado estaban ya muy deterioradas y en 1987 se planteó el derribo del mismo para la construcción de uno nuevo. Las obras en el entorno posibilitarían el estudio arqueológico de los restos del castillo. La zona arqueológica tendría 1.986 metros cuadrados y contaría con un inmueble para el centro de interpretación de 202 metros cuadrados. El mercado tendría 4.000 metros cuadrados de planta, con unos cien puestos distribuidos en varias calles lineales. Junto al mercado se construyó un aparcamiento subterráneo de tres plantas. El nuevo mercado se inauguró en 2001. La zona arqueológica, con su centro de interpretación, se inauguró en 2009.
El mercado reúne numerosos locales de verduras y frutas frescas cultivadas en la región como las naranjas del aljarafe y los melones y sandías de Huelva, también hay pescadería, panadería y delicias culinarias típicas de Andalucía. Algunos de los hortelanos que venden sus frutos perpetúan esta tradición familiar por más de 100 años.
El sector gastronómico del mercado dispone de bares y restaurantes que ofrecen el menú del día con platos y preparaciones frescas como sopa de salmorejo, croquetas y otras tapas típicamente sevillanas. 
En el sector dedicado al arte tradicional flamenco se exponen trajes típicos y accesorios para la danza y  otras artesanías en cerámica hechas a mano por lugareños .
Los días y horarios de funcionamiento es de lunes a sábado de 9 a 15 horas. El predio del mercado de Triana incluye Wifi gratuito y en las calles aledañas aparcamiento.